# Se nu stiger solen (film)
|  | Denne artikel er oprettet af botten Steenthbot ud fra en ekstern database. Den kan derfor have sproglige fejl eller mangler. Denne skabelon kan fjernes efter kontrol af indholdet. |

Se nu stiger solen er en dansk dokumentarfilm fra 2017 instrueret af Thomas Altheimer.
Filmen låner titel fra sangen Se, nu stiger solen af havets skød.

## Handling
Litteraturforsker Mette Høeg kom i voldsomt, offentligt uvejr efter i en artikel at have kritiseret de kvindelige, danske forfattere for at være alt for navlebeskuende og optagede af deres eget følelsesliv. Kvindehadsk, lød dommen, og efter at støvet fra den første skandale havde lagt sig, var Høeg ekskluderet af litteraturmiljøet og snart også den akademiske verden. Isoleret i sit vinterhi på landet i Jylland, og med sin mand Thomas Altheimers videokamera snurrende rundt om sig, beslutter Høeg sig til sidst for at tage kampen op mod den kollektive censur - og for selv at udleve dens ekstreme modsætning på en stripklub i Mexico. Altheimers partsindlæg er en film, der hellere selv overskrider grænser end forsøger at udglatte konflikterne om definitionen af en feministisk politik. Og der skal nok være dem, for hvem hans utilsløret voyeuristiske kameraføring er benzin på bålet (CPH:DOX' programtekst).